# Oziroe biflora
Oziroe biflora är en sparrisväxtart som först beskrevs av Hipólito Ruiz López och Pav., och fick sitt nu gällande namn av Franz Speta. Oziroe biflora ingår i släktet Oziroe och familjen sparrisväxter. Inga underarter finns listade i Catalogue of Life.